# Rohrbach an der Lafnitz
Rohrbach an der Lafnitz là một đô thị thuộc huyện Hartberg thuộc bang Steiermark, nước Áo. Đô thị Rohrbach an der Lafnitz có diện tích 26,57 km², dân số thời điểm cuốii năm 2017 là 2657 người.